# Campeonato Europeo de Judo de 2014
El LXII Campeonato Europeo de Judo se celebró en Montpellier (Francia) entre el 24 y el 26 de abril de 2014 bajo la organización de la Unión Europea de Judo (EJU) y la Federación Francesa de Judo. Paralelamente se celebró el correspondiente Campeonato Europeo de Judo por Equipos.
Las competiciones se realizaron en la Park&Suites Arena de la ciudad gala.

## Medallistas

### Masculino
| Evento          | Oro                             | Plata                       | Bronce                                                      |
| --------------- | ------------------------------- | --------------------------- | ----------------------------------------------------------- |
| –60 kg (24.04)  | Beslan Mudranov · Rusia         | Amiran Papinashvili Georgia | Hovhannes Davtian Armenia İlqar Müşkiyev Azerbaiyán         |
| –66 kg (24.04)  | Loïc Korval Francia             | David Larose Francia        | Mijail Puliayev · Rusia · Dzmitri Shershan · Bielorrusia    |
| –73 kg (25.04)  | Dex Elmont · Países Bajos       | Ugo Legrand Francia         | Rok Drakšič · Eslovenia · Miklós Ungvári · Hungría          |
| –81 kg (25.04)  | Avtandil Chrikishvili Georgia   | Loïc Pietri Francia         | Szabolcs Krizsán · Hungría · Sven Maresch · Alemania        |
| –90 kg (26.04)  | Varlam Liparteliani Georgia     | Kiril Voprosov · Rusia      | Alexandre Iddir · Francia · Krisztián Tóth · Hungría        |
| –100 kg (26.04) | Lukáš Krpálek · República Checa | Elmar Qasımov Azerbaiyán    | Adlan Bisultanov · Rusia · Cyrille Maret · Francia          |
| +100 kg (26.04) | Teddy Riner Francia             | Adam Okruashvili Georgia    | André Breitbarth · Alemania · Marius Paškevičius · Lituania |

### Femenino
| Evento         | Oro                         | Plata                             | Bronce                                                   |
| -------------- | --------------------------- | --------------------------------- | -------------------------------------------------------- |
| –48 kg (24.04) | Éva Csernoviczki · Hungría  | Amandine Buchard Francia          | Maryna Cherniak · Ucrania · Kristina Rumiantseva · Rusia |
| –52 kg (24.04) | Majlinda Kelmendi Kosovo    | Natalia Kuziutina · Rusia         | Andreea Chițu · Rumania · Gili Cohen · Israel            |
| –57 kg (24.04) | Automne Pavia Francia       | Miryam Roper · Alemania           | Telma Monteiro · Portugal · Sabrina Filzmoser · Austria  |
| –63 kg (25.04) | Clarisse Agbegnenou Francia | Tina Trstenjak Eslovenia          | Agata Ozdoba · Polonia · Anicka van Emden · Países Bajos |
| –70 kg (25.04) | Kim Polling · Países Bajos  | Laura Vargas-Koch · Alemania      | Bernadette Graf · Austria · Barbara Matić · Croacia      |
| –78 kg (26.04) | Audrey Tcheuméo Francia     | Marhinde Verkerk · Países Bajos   | Abigél Joó · Hungría · Lucie Louette · Francia           |
| +78 kg (26.04) | Émilie Andéol Francia       | Larisa Cerić Bosnia y Herzegovina | Franziska Konitz · Alemania · Jasmin Külbs · Alemania    |

## Medallero
| Núm. | País                 | Oro | Plata | Bronce | Total |
| ---- | -------------------- | --- | ----- | ------ | ----- |
| 1    | Francia              | 6   | 4     | 3      | 13    |
| 2    | Georgia              | 2   | 2     | 0      | 4     |
| 3    | Países Bajos         | 2   | 1     | 1      | 4     |
| 4    | Rusia                | 1   | 2     | 3      | 6     |
| 5    | Hungría              | 1   | 0     | 4      | 5     |
| 6    | Kosovo               | 1   | 0     | 0      | 1     |
| 6    | República Checa      | 1   | 0     | 0      | 1     |
| 8    | Alemania             | 0   | 2     | 4      | 6     |
| 9    | Azerbaiyán           | 0   | 1     | 1      | 2     |
| 9    | Eslovenia            | 0   | 1     | 1      | 2     |
| 11   | Bosnia y Herzegovina | 0   | 1     | 0      | 1     |
| 12   | Austria              | 0   | 0     | 2      | 2     |
| 13   | Armenia              | 0   | 0     | 1      | 1     |
| 13   | Bielorrusia          | 0   | 0     | 1      | 1     |
| 13   | Croacia              | 0   | 0     | 1      | 1     |
| 13   | Israel               | 0   | 0     | 1      | 1     |
| 13   | Lituania             | 0   | 0     | 1      | 1     |
| 13   | Polonia              | 0   | 0     | 1      | 1     |
| 13   | Portugal             | 0   | 0     | 1      | 1     |
| 13   | Rumania              | 0   | 0     | 1      | 1     |
| 13   | Ucrania              | 0   | 0     | 1      | 1     |
|      | TOTAL                | 14  | 14    | 28     | 56    |

1. 1 2  Los judokas de nacionalidad kosovar participaron bajo la bandera de la Federación Internacional de Judo (IJF).